# Appendicula palustris
Appendicula palustris är en orkidéart som beskrevs av Johannes Jacobus Smith. Appendicula palustris ingår i släktet Appendicula och familjen orkidéer.

## Underarter
Arten delas in i följande underarter:
- A. p. angusta
- A. p. palustris